# Edenharterite
L'edenharterite è un minerale.